# Landschaftsschutzgebiet Im Lonscheid
Das Landschaftsschutzgebiet  Im Lonscheid mit einer Flächengröße von 179,21 ha befindet sich auf dem Gebiet der kreisfreien Stadt Hagen in Nordrhein-Westfalen. Das Landschaftsschutzgebiet (LSG) wurde 1994 mit dem Landschaftsplan der Stadt Hagen vom Stadtrat von Hagen ausgewiesen.

## Beschreibung
Im Westen des LSG grenzt das Naturschutzgebiet Aske an. Sonst grenzen bebaute Bereiche ans LSG. Im LSG liegen hauptsächlich Laubwaldbereiche.

## Schutzzweck
Laut Landschaftsplan erfolgte die Ausweisung „zur Erhaltung und Wiederherstellung der Leistungsfähigkeit des Naturhaushaltes, insbesondere durch Sicherung naturnah entwickelter Lebensräume, z.B. der Steinbruchbereiche, wegen der Vielfalt, Eigenart und Schönheit des Landschaftsbildes, insbesondere wegen seines abwechslungsreichen Waldes mit gut ausgebildetem Waldrand und wegen seiner besonderen Bedeutung als Walderholungsgebiet für den Stadtteil Haspe“.